# Movieland Studios
Movieland The Hollywood Park, ou simplement Movieland Park (anciennement Movie Studios Park puis Movieland Studios) est un parc à thèmes italien consacré à l’univers du cinéma, du dessin animé au film d'aventure en passant par la comédie musicale et le film d'horreur.
Il est inauguré en 2002 et fait partie du complexe de loisirs CanevaWorld Resort.

## Concept
L'allée principale est agrémentée de décors hollywoodiens, le public peut y voir la voiture des Blues Brothers et la DeLorean du film Retour vers le futur. Le parc propose quelques attractions étonnantes telles Magma et Horror House (un walkthrough interdit aux moins de 14 ans) ainsi que des points de restauration et des boutiques souvenir.
Il possède un grand nombre d'attractions originales, réparties en aires. Celles-ci ne sont pas des zones géographiques mais correspondent plutôt à la nature des attractions. En 2010, la zone XCity au fond du parc reçoit un nouveau thème : Les Pierrafeu et change de nom pour Stone Age. Toutes les attractions Cartoon y sont présentes hormis Cooter's Rodeo et Movieland Cars.
Plusieurs spectacles de rue ont lieu dans le parc. Les personnages y prenant part sont : Lara Croft, Jack Sparrow, Scooby Doo, Mary Poppins, Marilyn Monroe, des Cow-boys, etc.
Le parc ouvre à Halloween avec plusieurs spectacles, animations et happenings sur ce thème.

### Attractions

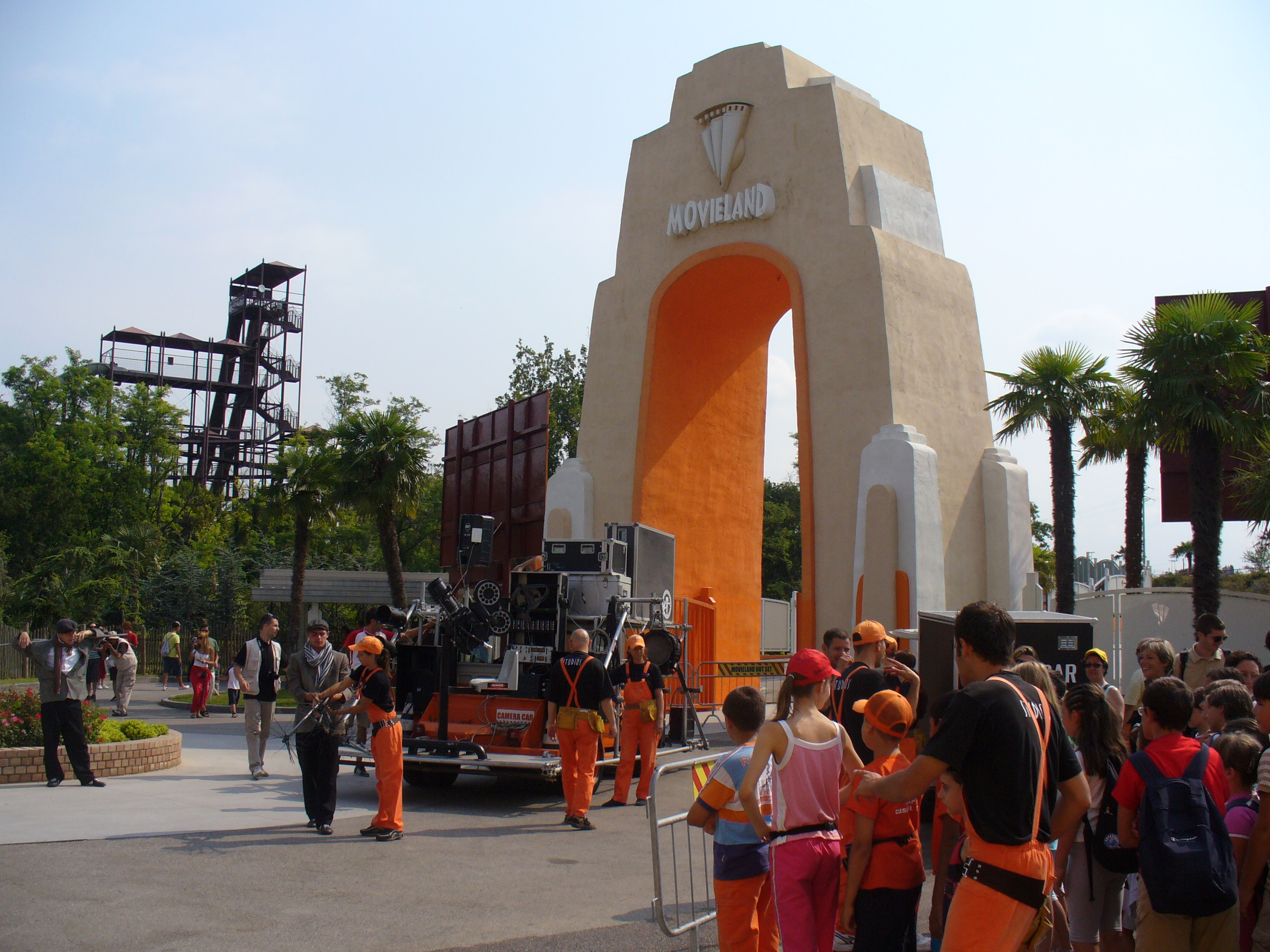
Portail d'entrée.

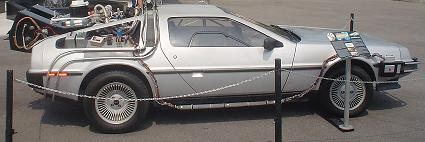
La DeLorean de Retour vers le futur.

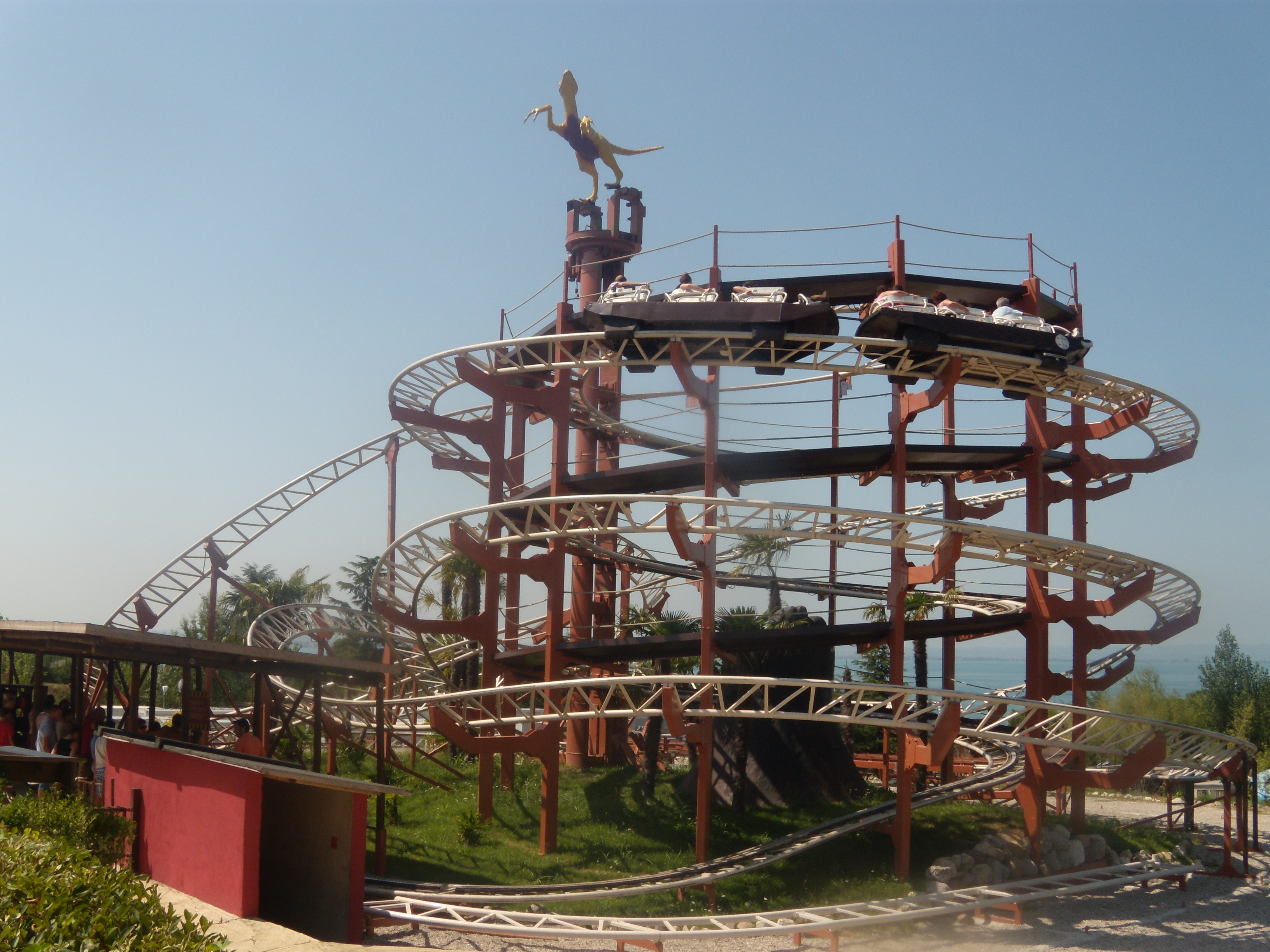
Brontojet

| Nom                                  | Type                                            | Constructeur                | Année | Aire      |
| ------------------------------------ | ----------------------------------------------- | --------------------------- | ----- | --------- |
| Antares                              | Gravitron                                       |                             | 2023  |           |
| Back to the backstage                | Monorail                                        | Severn Lamb                 | 2003  | Cartoon   |
| BC-10 airlines                       | Bateau à bascule                                | Intamin                     | 2010  | Cartoon   |
| Bront'O'Ring (anciennement X-Smile)  | montagnes russes E-Powered junior               | DAL Amusement Rides Company | 2007  | Cartoon   |
| Brontojet                            | Montagnes russes en métal                       | Anton Schwarzkopf           | 2010  | Cartoon   |
| Cooter's Rodeo                       | Chaises volantes junior                         |                             | 2009  | Cartoon   |
| Diabolik Invertigo                   | Invertigo Navette Inversées                     | Vekoma                      | 2015  |           |
| Expédition Pangea                    | Car Race (Jeep quad tout-terrain)               |                             |       | 2018      |
| Horror House                         | Maison hantée                                   |                             | 2003  | Thriller  |
| Magma 2                              | Excursion en camion tout-terrain                |                             | 2003  | Adventure |
| Kitt Superjet                        | Jet Boat Ride                                   |                             | 2013  | Adventure |
| Katapult                             | Lancer de ballons de baudruches                 |                             |       | Cartoon   |
| Ocktopus (anciennement X-Spin)       | Pieuvre                                         | CAH Holland                 | 2003  | Cartoon   |
| Police Academy                       | Simulateur                                      |                             | 2009  | Action    |
| Rocks Vegas                          | Salle de jeux                                   |                             | 2010  | Cartoon   |
| Route 66                             | Circuit en voitures                             |                             | 2009  | Cartoon   |
| Scary House                          | Walkthrough horreur pour enfants                |                             |       | Thriller  |
| Space Mission Orbit                  | Turbo Drop                                      | S&S Sansei Technologies     | 2020  |           |
| The Hollywood Action Tower           | Chute libre (Free fall 1ère génération de 1982) | Intamin                     | 2007  | Thriller  |
| The Tomb Raider Machine              | Top Spin                                        | Zamperla, Soriani           | 2007  | Adventure |
| Troncosaurus (anciennement X-Splash) | Bûches                                          | L&T Systems                 | 2003  | Cartoon   |
| U-571 Submarine simulator            | Simulateur de sous-marin                        |                             | 2006  | Adventure |

### Spectacles
| Nom                       | Année | Infos                                                                              | Aire      |
| ------------------------- | ----- | ---------------------------------------------------------------------------------- | --------- |
| Peter Pan                 | 2006  | Petite comédie musicale.                                                           | Musical   |
| Rambo Action Show         | 2002  | Le sosie de Sylvester Stallone combat une bande de terroristes, preneurs d'otages. | Adventure |
| Terminator 2 5D: The Game | 2006  | Spectacle interactif                                                               | Action    |
| The Illusionist           | 2009  | Spectacle de magie.                                                                | Thriller  |
| The Legend of Zorro       | 2003  | Spectacle prenant place dans le restaurant de Zorro.                               | Musical   |

### Anciennes attractions
| Nom     | Type/Modèle                | Constructeur | Ouverture | Fermeture |
| ------- | -------------------------- | ------------ | --------- | --------- |
| X Speed | Montagnes russes E-Powered | Pinfari      | 2003      | 2006      |

### Anciens spectacles
| Nom                 | Année | Infos                                                                                                  |
| ------------------- | ----- | --- |
| Blues Brothers 2000 | 2002  | Comédie musicale agrémentée d'effets spéciaux.                                                         |
| Cartoon Network     |       | Spectacle lié aux dessins animés.                                                                      |
| Movie Magic         | 2002  | Les secrets des effets spéciaux au niveau du maquillage sont dévoilés avec la participation du public. |
| Stuntmen Academy    |       | Spectacle d'acrobaties, de cascades, de plongeons de motomarine et de quads.                           |